# Veronika Kellndorfer

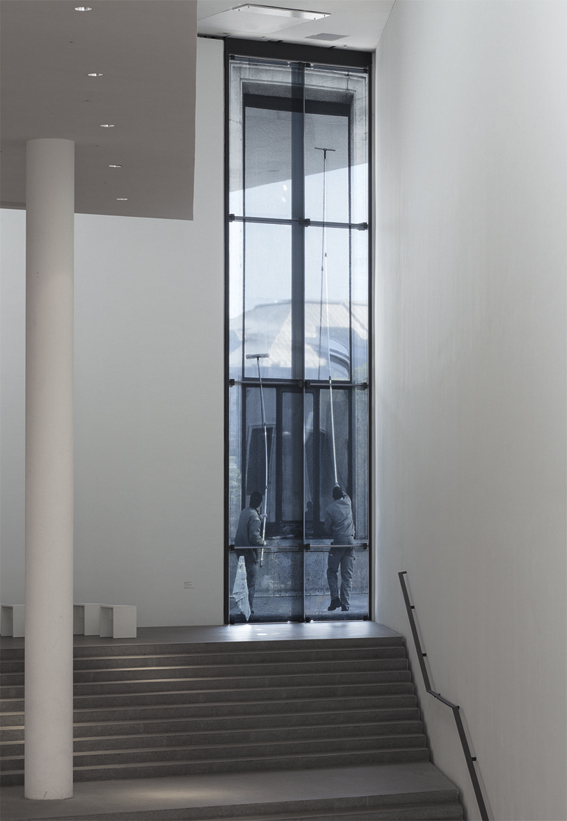
Veronika Kellndorfer French window

Veronika Kellndorfer (* 1962 in München) ist eine deutsche Künstlerin.

## Leben
Veronika Kellndorfer studierte an der Hochschule für Angewandte Kunst in Wien und an der Hochschule der Künste in Berlin. Sie war Stipendiatin der Villa Serpentara, Olevano Romana (1996), der Akademie Schloss Solitude, Stuttgart (2000), der Villa Aurora, Pacific Palisades (2003), der Villa Massimo, Rom (2005), der Villa Kamogawa Kyoto (2012) und Senior Fellow am IKKM, Bauhaus-Universität Weimar (2014). 
Veronika Kellndorfer ist Mitglied im Deutschen Künstlerbund.

## Werk
Zentrales Thema in Kellndorfers Werk ist die Architektur, in der sich nach der Künstlerin Geschichte und Gegenwart einer Gesellschaft manifestieren. Mit einer Plattenkamera fotografiert Kellndorfer private und öffentliche Gebäude der Moderne (1920er bis 1960er Jahre), darunter Architektur-Ikonen von Rudolph M. Schindler, Lina Bo Bardi oder Erich Mendelsohn, aber auch anonyme Wohnblocks deutscher Aufbauarchitektur. Als ins Glas gebrannten Siebdruck transferiert Kellndorfer Ausschnitte dieser Architekturen in andere räumliche und urbane Situationen und erzeugt dadurch neue, mehrdeutige Kontexte. Diese Raumschichtungen definieren das Bild als eine mediale Schnittstelle, an der sich unterschiedliche Realitäts- und Bezugsebenen treffen und eröffnen.

## Arbeiten im öffentlichen Raum (Auswahl)
- 2021 The Architecture of Plants, Brick & Machine, Culver City
- 2016 Musa Troglodytarum, Deutscher Bundestag, Neustädtische Kirchstraße, Berlin
- 2013 Sukija, Fraunhofer-Institut, Augsburg
- 2012 polychromie architecturale, vier Leuchtskulpturen im öffentlichen Raum, Berlin
- 2010 le regard extérieure, Bundesministerium für Familie, BMFSFJ, Berlin[6]
- 2008 Eukalyptusbäume, Himmel und  noch mehr Pflanzen, Justizzentrum, Aachen
- 2002 de passage, Fenster für eine Unterführung, München
- 1999 Palazzo Postale, Bundesarbeitsgericht, Erfurt
- 1999 regle du jeu, Fakultät für Wirtschaftswissenschaft, Universität Magdeburg
- 1999 cage d‘escalier, ARD-Hauptstadtstudio, Berlin[7]
- 1998 piazza bologna, Außenfassade, büro orange, Siemens AG, München
- 1996 Belle Vue, S-Bahnhof Bellevue, Berlin
- 1993 Der bewegte Betrachter, S-Bahnhof Bornholmer Straße, Berlin

## Arbeiten in öffentlichen Sammlungen (Auswahl)
- Art Institute of Chicago, Chicago
- Bayerische Staatsgemäldesammlungen, München
- Berlinische Galerie, Landesmuseum Berlin
- Brandenburgische Kunstsammlungen, Cottbus
- Hammer Museum, Los Angeles
- Kupferstichkabinett, Staatliche Museen zu Berlin
- Museum of Contemporary Art, San Diego
- Neue Nationalgalerie, Berlin
- Sammlung zeitgenössischer Kunst der Bundesrepublik Deutschland, Bonn
- San Francisco Museum of Modern Art, San Francisco
- J. Paul Getty Museum, Los Angeles

## Ausstellungen

### Einzelausstellungen (Auswahl)
- 2023 Metabolism of Architecture, Neutra VDL House, Los Angeles
- 2021 Open House, Neue Nationalgalerie, Berlin
- 2020 Screens and Sieves, Mies van der Rohe Haus, Berlin
- 2017 Casa de Vidro. Veronika Kellndorfer, Nasjonalmuseet Art and Architecture, Oslo, Norway
- 2016 Tropical Modernism, Lina Bo Bardi, Christopher Grimes Gallery, Santa Monica
- 2015 Cinematic Framing, Casa de Vidro, Instituto Lina Bo Bardi, São Paulo
- 2014 Lina Bo Bardi 100, Architekturmuseum, Pinakothek der Moderne München
- 2012 French Window, Pinakothek der Moderne, München
- 2012 Abstract Neighbors, Christopher Grimes Gallery, Santa Monica
- 2011 SCHOCKEN, dedicated to Kafka’s Amerika, depart foundation, Los Angeles
- 2010 urban haze, AedesLand, Berlin
- 2007 Lichtspiel, Christopher Grimes Gallery, Santa Monica
- 2006 Traumschalter, Galerie Fahnemann, Berlin
- 2005 exterior and interior dreams, Berlinische Galerie, Landesmuseum, Berlin
- 2003 building paradise, University of Southern California, Annis Gallery, Los Angeles
- 2001 SCHOCKEN, Akademie Schloss Solitude und Hegel-Museum, Stuttgart

### Ausstellungsbeteiligungen (Auswahl)
- 2023 Ornament und Materie, Sanatorium Dr. Barner, Braunlage
- 2022 Cohabitation, Schau Fenster, Arch+, Berlin
- 2021 Fuge, Die Möglichkeit einer Insel, Berlin
- 2020 Wand an Wand an Wand, Studio im Hochhaus, Berlin
- 2019 Unseen: 35 Years of Collecting Photographsthe J. Paul Getty Museum, Los Angeles
- 2019 14° Curitiba International Biennial of Contemporary Art, Curitiba, Brazil
- 2019 Original Bauhaus, Berlinische Galerie, Berlin
- 2019 Fiction and Fabrication, MAAT, Lisbon
- 2018 Mies’s McCormick House Revealed: New Views, Elmhurst Art Museum
- 2018 Spuren im Raum, Kunst- und Ausstellungshalle der Bundesrepublik Deutschland, Bonn
- 2018 lichtempfindlich, Zeitgenössische Fotografie aus der Sammlung Schaufler, SCHAUWERK Sindelfingen
- 2017 Make New History, Chicago Architecture Biennial, Chicago
- 2017 Burle Marx, Tropische Moderne, Kunsthalle Deutsche Bank, Berlin
- 2017 Living Architecture, Palm Springs Art Museum
- 2016 Collected, Pier 24, Pilara Foundation, San Francisco
- 2015 RoomInRoom, Grüntuch Ernst Lab, Berlin
- 2015 I look at the Window, PhotoWerkBerlin
- 2014 Feito por Brasileiros, Matarazzo Project, Sao Paulo
- 2013 A sense of place, Pier 24, Pilara Foundation, San Francisco
- 2012 OC collects, Orange County Museum for the Arts, Newport Beach
- 2010 transatlantic, Villa Aurora, Akademie der Künste, Berlin
- 2010 Schnittstelle Druck, Hochschule für Grafik und Buchkunst, Leipzig
- 2010 Berlin Transfer, Berlinische Galerie, Berlin
- 2008 Zeitblicke. Ankäufe aus der Sammlung Zeitgenössischer Kunst der Bundesrepublik Deutschland, Martin-Gropius-Bau, Berlin
- 2008 Interieur/Exterieur, Kunstmuseum Wolfsburg
- 2007 contemporary collection part 1, Hammer Museum, Los Angeles
- 2006 Okkupation, Hufeisensiedlung, Berlin
- 2005 Hinterland, Abschlussausstellung, Villa Massimo, Rom
- 2003 under ground, Galerie Neue Meister, Albertinum, Dresden
- 2002 the invisible and the visible, UIA Architektur-Weltkongress, Berlin
- 2000 City Index, Recherchen im urbanen Raum, Dresden

### Monografien (Auswahl)
- WILD WINDOWS, The Brazilian Projects, Spector Books, Leipzig, 2023 (mit einem Interview von Beatriz Colomina und Mark Wigley) ISBN 978-3-9590-5750-9.
- SCREENS AND SIEVES, Mies van der Rohe Haus Ausstellungskatalog N°39, form + zweck, Berlin, 2021, (Veronika Kellndorfer im Gespräch mit Ingolf Kern und Dr. Wita Noack), ISBN 978-3-947045-20-4.
- Case Studies, Layers of Light and Reflection, Ostfildern 2012 (mit Texten von Marta Braun: Time signified, Time depicted; Helga Lutz: Inaccessible Clarity; Bernhart Schwenk: French Window, oder Übertragung als Bildprinzip; Bernhard Siegert: Recursive Rasters and Veils) ISBN 978-3-7757-3405-9.
- Exterior and Interior Dreams, Ostfildern, 2005, (mit Texten von Beatrice von Bismarck: Neubeschriftung – Kunst und Ökonomie; Knut Ebeling: Epiphanien der Architektur – Rekonstruieren und Retten bei Veronika Kellndorfer; Uwe Fleckner: Kuckucksräume; Hanne Loreck: (T)Raum. Namentlich Los Angeles; Heinz Schütz: Der Vorhang – Malerei und Flachheit) ISBN 978-3-7757-3405-9.
- stardust, Vice Versa Verlag, Berlin 2005 (mit Text von Wolfgang Siano: stardust)
- SCHOCKEN, Hohenheim Verlag, Stuttgart 2001 (mit Texten von Peter Herbstreuth: Ein neuer Geist im öffentlichen Raum; Wolfgang Siano: Stuttgart-Berlin, Berlin-Stuttgart)
- Architektur des Alltags. Arbeiten und Projekte im öffentlichen Raum, Berlin, 1998 (mit Text von Hanne Loreck: Ansichten als Sehmuster)
- Der bewegte Betrachter, 1993 (mit Text von Wolfgang Siano: en passant)

### Kataloge (Auswahl)
- Lina Bo Bardi: Material Ideologies, School of Architecture, Princeton University Press, Princeton, 2022
- original bauhaus, Berlinische Galerie und Bauhaus Archiv, Prestel Verlag, München, 2019
- Fiction and Fabrication, Photography of Architecture after the Digital Turn, MAAT Museum Lisbon, Hirmer Verlag, München, 2019
- Albert Frey and Lina Bo Bardi: A Search for Living Architecture, Daniell Cornell & Zeuler Lima, Palm Springs Art Museum, Palm Springs, 2017
- MAKE NEW HISTORY, 2017 Chicago Architecture Biennial, Lars Müller Publishers, Zürich, 2017
- Kunst am Bau, Projekte des Bundes, Jovis Verlag, Berlin 2014 (Martin Seidel: Veronika Kellndorfer, le regard extérieur)
- Okkupation, Berlin, 2006 (Gespräch mit Uwe Jonas: Agglomération)
- City-Index, Recherchen im urbanen Raum, Verlag der Kunst, Dresden, 2000 (Knut Ebeling: Das Geld der Kunst)
- A. R. D. Hauptstadtstudio, Berlin, 1999 (Katja Reissner: Cage d' Escalier)
- Korrespondenzen, Berlin, 1998 (Uwe Fleckner: La Jalousie)
- Malerei als Medium, Neuer Berliner Kunstverein, 1995 (Thomas Wulffen: Fenster Oszillationen)